# Elmer Ellsworth Pattee
Elmer Ellsworth Pattee (* um 1863 in Kansas, USA; † 1925 nahe Trouville, Frankreich) war ein US-amerikanischer Künstler und Kunsthändler, der für seine Verbindungen zur Pariser Kunstszene bekannt war. Er war Eigentümer und Betreiber des Kunstgeschäfts „Paris-American“.

## Leben
Elmer Ellsworth Pattee wurde um 1863 in Kansas geboren. Er lebte zeitweise in Wichita und war von 1888 bis 1889 in der North Main Street als Porträtmaler tätig. Im Jahr 1900 heiratete er in London Elsie Dodge, eine Amerikanerin, die Porträts und Landschaftsminiaturen malte und später als Kunstpädagogin sehr geschätzt wurde. Elmer Pattee kam im Juni 1925 bei einem Autounfall in Frankreich auf der Rückfahrt von Trouville ums Leben, während seine Frau sich in Amerika befand.